# MSC Musica
Le navire de croisière italien MSC Musica est une commande de l'armateur italien MSC Croisières au groupe Alstom Marine.
C'est le tête de file de la classe Musica. Il est construit aux Chantiers de l'Atlantique de Saint-Nazaire.
Il est livré le 13 juin 2006.
Le navire mesure 292 mètres de long, dispose de 13 ponts, d'une capacité d'accueil de 3 013 passagers et 987 membres d'équipage.
Toutes les unités de la classe Musica sont classées Panamax et peuvent donc passer le canal de Panama.
Le MSC Musica est le navire jumeau du navire amiral de la flotte, le MSC Orchestra. Il fait partie des navires de la dernière génération.
Ce navire a été inauguré par Rafaela Aponte, et sa marraine est Sophia Loren

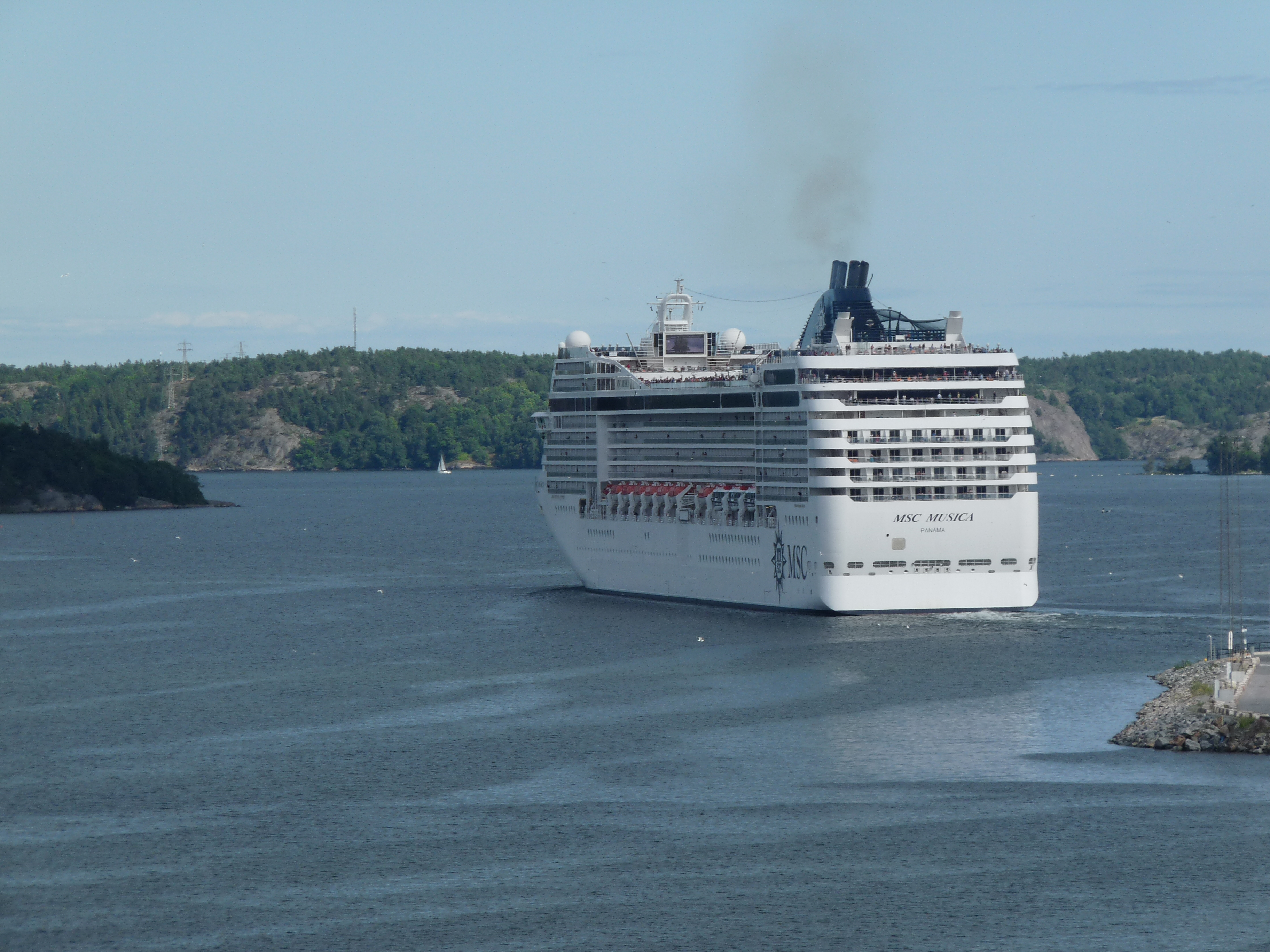
Le MSC Musica à Stockholm en 2016

## Spécifications techniques
- Cabines : 1 257
- Ponts : 12
- Ascenseurs : 13

## Description
L'équipement du navire comprend :
- 12 ponts passagers
- 13 ascenseurs
- Systèmes afin de réduire les vibrations et la réduction du bruit dans les lieux publics.
- 18 suites avec balcon privé
- 809 cabines extérieures avec balcon, dont 3 pour personnes à mobilité réduite
- 173 cabines extérieures dont 2 pour personnes à mobilité réduite
- 275 cabines intérieures, dont 12 pour personnes à mobilité réduite
- TV interactive, minibar, coffre-fort, radio, salle de bains avec douche, sèche-cheveux, climatisation et chauffage, un téléphone et Internet sans fil.
- Équipements de sports (mini-golf, tennis, piste de jogging, gym, aérobic, centre de yoga, piscines)
- Centre de bien être (saunas, bains de vapeur, thalassothérapie, aromathérapie, chromothérapie, salon de beauté, solarium, jacuzzi)
- Installations de divertissements (zones ados, discothèque, salle de jeux, piscine enfants, théâtre, cinéma, casino, bibliothèque, galeries d'art et photos, boutiques)
- Restaurations (Bar à sushis, les Cafés Internet, Salles de cigares, Cave à vin, Restaurants de Spécialités)
- Autres services (photographe, centre médical, boutiques hors taxes)